# Villa rustica (Nettersheim-Roderath)

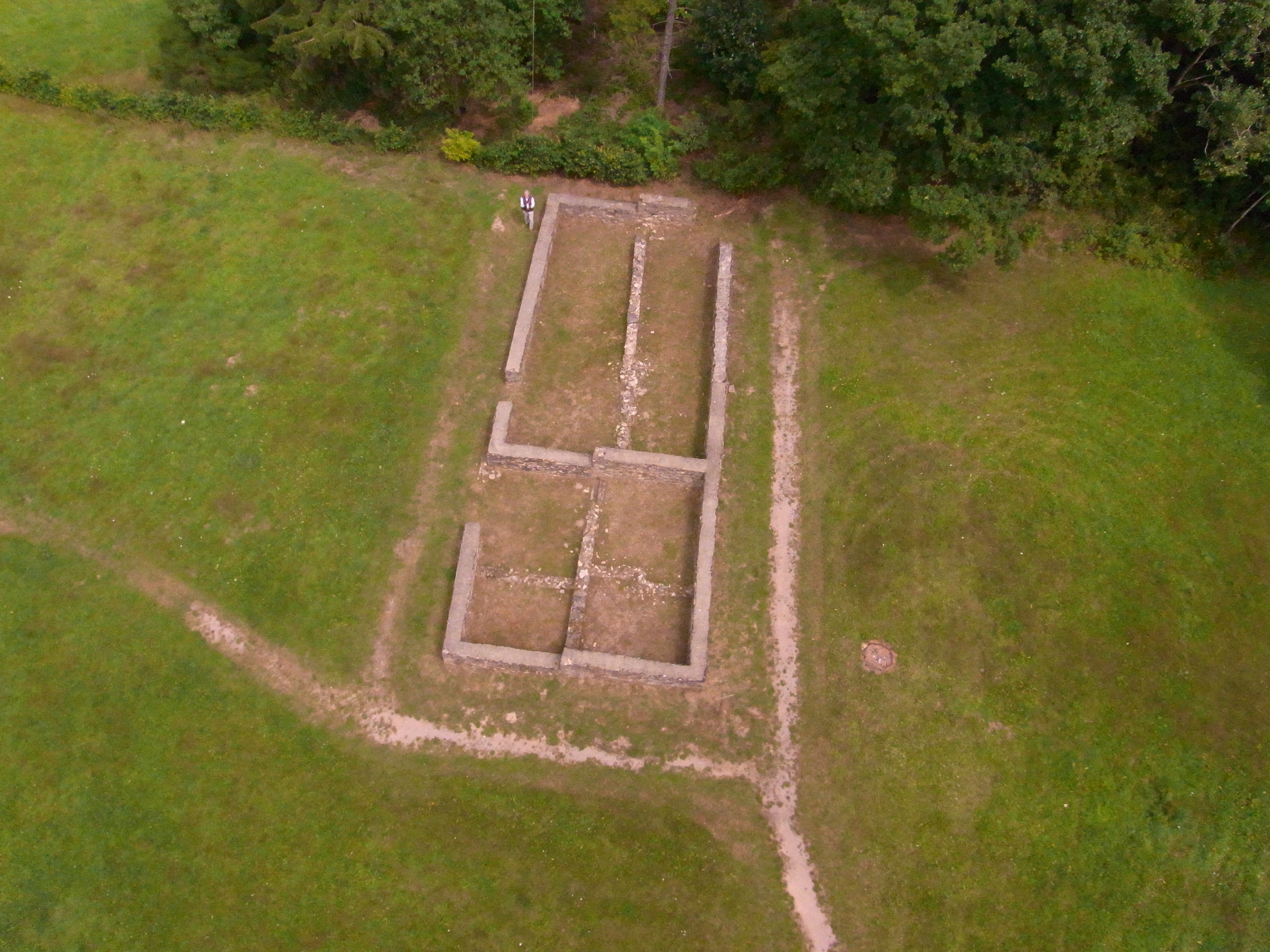
Teilrekonstruiertes Hauptgebäude der Villa rustica (Luftbild)

Die Villa rustica in Nettersheim-Roderath war ein kleiner römischer Gutshof, der vom Ende des 1., im 2. und 3. und vermutlich auch im 4. Jahrhundert genutzt wurde.
Der römische Gutshof mit seinen heute rekonstruierten Grundmauern liegt etwa 800 m westlich von Roderath, einem Ortsteil der Gemeinde Nettersheim, und wurde von 1984 bis 1989 ausgegraben.
Das mutmaßliche Hauptgebäude bestand aus Fachwerk, hatte einen Steinsockel und ein Ziegeldach.
Die vier bisher nachgewiesenen Nebengebäude waren in Pfostenbauweise ausgeführt und hatten Lehmfachwerkwände.
Außerdem fand man die Überreste eines Ofens und einer Wasserleitung.
Das Bodendenkmal ist heute touristisch erschlossen.